# ピーター・ワースレイ
ピーター・モーリス・ワースレイ（Peter Maurice Worsley、1924年5月6日 - 2013年3月15日）は、イギリスの高名な社会学者、社会人類学者。人類学と社会学の両分野において重要な人物であり、「third world」（第三世界）という言葉を英語に導入したことでも知られた。理論的業績や民族誌的業績を残したが、他方では、ニューレフトを生み出した草創期の重要人物のひとりであった。

## 生い立ちと学歴
バーケンヘッドに生まれたワースレイは、ケンブリッジ大学エマニュエル・カレッジで英語学を学んだが、学生生活は第二次世界大戦によって中断されることになった。イギリス陸軍に士官として入ったワースレイは、アフリカやインドで兵役に就いた。この時期に、ワースレイは、人類学へ関心を寄せるようになった。戦後は、タンガニーカ（後のタンザニアの一部）で義務教育関係の仕事に従事した後、マンチェスター大学でマックス・グルックマン (Max Gluckman) に師事した。後には、キャンベラのオーストラリア国立大学でPhDを取得した。

## 職歴
ワースレイは、ハル大学で社会学を講じた後、1964年にマンチェスター大学最初の社会学教授となった。

## 受賞
『The kinship system of the Tallensi: a revaluation』 (JRAI 1956, pp.37–75) に対して、イギリス王立人類学会 (Royal Anthropological Institute of Great Britain and Ireland) から、1955年のカール・ベケスト賞 (the Curl Bequest Prize) を授与された。

## おもな業績
- Worsley, Peter (1957), The Trumpet Shall Sound: A study of "cargo cults in Melanesia, London: MacGibbon & Kee.  Subsequent editions by MacGibbon & Kee, 1968; and Schocken Books, 1968, 1986, & 1987.
  - 日本語訳：（吉田正紀 訳）千年王国と未開社会：メラネシアのカーゴ・カルト運動、紀伊国屋書店、1981年
- Worsley, Peter (1977. First published 1964), The Third World, Nature of Human Society Series (3rd impression, 2nd American ed.), Chicago: University of Chicago Press; London: George Weidenfeld & Nicholson, ISBN 0-226-90751-1 2010年10月4日閲覧。  – introduced that term into the English language.
- Worsley, Peter (1970), Modern Sociology: Introductory Readings, Harmondsworth, UK: Penguin, ISBN 0-14-080221-5.
- Worsley, Peter; Bechhofer, Frank; Brown, Richard et al., eds. (1970), Introducing Sociology, Harmondsworth, UK: Penguin  Subsequent editions 1973, 1977, 1979 – sold over half a million copies.
- Worsley, Peter, ed. (1972), Problems of Modern Society: A Sociological Perspective, Harmondsworth, UK: Penguin Books, ISBN 0-14-080291-6  Also published 1978.
- Worsley, Peter (1975), Inside China, London: A. Lane, ISBN 0-7139-0796-7.
- Worsley, Peter (1984), The Three Worlds: Culture and World Development, Chicago: University of Chicago Press, ISBN 0-226-90754-6  Subsequent publications by Weidenfeld & Nicholson (London), 1984 & 1988. ISBN 0-297-78346-7.
- Worsley, Peter (1997), Knowledges: Culture, Counterculture, Subculture, New York: The New Press & W.W. Norton, ISBN 1-56584-383-5  Subsequent publications 1998 & 1999. Alternative ISBN 1-56584-555-2.
- Worsley, Peter (1982), Marx and Marxism, Key Sociologists series, Chichester, UK: Ellis Horwood; London & New York: Tavistock Publications, ISBN 0-85312-348-9 2010年10月4日閲覧。   Subsequent publications Routledge 1989, 1990 ISBN 0-415-04321-2; 2002 ISBN 0-415-28537-2.